# Aristolochia fosteri
Aristolochia fosteri är en piprankeväxtart som beskrevs av K. Barringer. Aristolochia fosteri ingår i släktet piprankor, och familjen piprankeväxter. Inga underarter finns listade i Catalogue of Life.